# Victor Bernau
Victor Henry Bernau (1890–1939) fue un artista de revista, cantante de canciones populares y director de teatro noruego, particularmente vinculado a Chat Noir y al Det Nye Teater. Se le considera el fundador de la tradición de la revista noruega.
En 1937 publicó su autobiografía "Med vennlig hilsen".

## Actuación
Bernau fue contratado en el Teatro de Fahlstrøm desde 1909 y debutó en el escenario en 1911. A partir de 1913 trabajó en el Tivoli Teater y desde 1914 en el Centralteatret. En 1916 llegó a Chat Noir, donde además fue jefe en el período 1917–1928. Durante su gestión, transformó el cabaret literario de Bokken Lasson en un moderno y popular teatro de revista. Sus canciones populares y sus réplicas precisas en los sketches marcaron fuertemente la tradición de la revista noruega. En 1928 fue contratado por el Det Nye Teater y trabajó allí un tiempo antes de regresar a Chat Noir en 1931, donde fue central en la obra "Vi okkuperer". Al año siguiente dirigió la revista de primavera de Chat Noir "Det ligger i luften", en la que también interpretó la canción "Reservebaronen" de Finn Bø. Posteriormente, alternó entre los dos teatros durante algunos años antes de ser nombrado director del Det Nye Teater en 1937, cargo que mantuvo hasta su muerte en 1939.
Actuó en las películas "Familien på Borgan" y "Baldevins bryllup".

## Letrista y artista discográfico
Victor Bernau grabó muchas canciones de revista populares. Algunas de las más conocidas de la década de 1920 fueron: "Serru serru", "Nå bytter vi litt navn", "Bare rundt omkring", "Nå gaar'n på gummisaaler" y "KNS". En 1930 tuvo un éxito con "Skal vi ikke være dus?" (una de las versiones grabadas está acompañada por la orquesta de Helge Lindberg) para Polydor.

## Vida privada
Era hijo del director de cervecería Carl Louis Herman Bernau (n. 1851) y Margrethe Samson (n. 1863).
En 1917, Bernau se casó con Margit Oppedal. Este matrimonio se disolvió en 1928 y no tuvieron hijos. En 1931 se casó con la actriz Signe Fredrikke Bye, hija del cónsul Niels Bye. Tuvieron un hijo llamado Nils-Henrik.